# Висар Бекај
Висар Бекај (алб. Visar Bekaj; Приштина, 24. мај 1997) албански је фудбалер са Косова и Метохије. Игра на позивији голмана, а тренутно наступа за Тирану и репрезентацију Републике Косово.